# مانتوو ماوه
مانتوو ماوه (به لاتین: Mątowy Małe) یک روستا در لهستان است که در گمینا میووراز واقع شده است. مانتوو ماوه ۲۰۰ نفر جمعیت دارد.